# Rosaria Iardino
Rosaria Iardino, née le 15 avril 1966 à Gragnano en Italie, est une journaliste italienne connue pour ses batailles sur le thème des droits civiques.

## Biographie
Rosaria Iardino est née à  Gragnano, une commune située sur le golfe de Naples mais déménage rapidement à Milan. Elle contracte le virus HIV à l'âge de 17 ans. Elle connaît la raison de sa séropositivité mais ne l'a pas révélée.
En 1991, à Cagliari, à l'âge de 25 ans elle est protagoniste d'un acte qui fait le tour du monde, photographiée avec l'immunologiste Fernando Aiuti, lors de l'échange d'un baiser sur les lèvres, afin de réfuter les préjugés sur les méthodes d'infection du virus VIH.
Le retentissement provoqué par l'image de ce baiser a donné naissance à ce que l'immunologiste a défini comme « la campagne de communication et de sensibilisation la plus efficace sur le VIH en Italie ».
Cela ne l'a pas empêché de faire des projets personnels. Elle s'engage comme militante des droits des personnes séropositives en fondant  NPS Italia onlus et de la santé des femmes avec  Donne in Rete. Présidente de  The Bridge, elle est aussi conseillère municipale de Milan, élue dans les rangs du Parti démocrate.
Rosaria Iardino vit à Milan avec Chiara et ses deux filles de 13 et Anita 5 ans née du projet commun du couple, pour laquelle elle a engagé la demande l'adoption  et continue à militer pour la lutte contre le HIV .

## Publication
- (it) Presidente, la mia è una famiglia. Genitori omosessuali, senza diritti, ignorati dal potere, Alpine Studio, 2014